# Bitwa pod Bojanem
Bitwa pod Bojanem – jedna z bitew podczas wojny polsko-tureckiej, która odbyła się w październiku 1685 roku w pobliżu wsi Bojan (obecnie Bojany w Ukrainie).
Na przełomie lipca i sierpnia 1685 rozpoczęła się wyprawa dowodzona przez hetmana wielkiego koronnego Stanisława Jabłonowskiego, który na czele około 16–18 tys. wojsk polsko-litewskich wkroczył do Mołdawii w okolicach Śniatynia. Do starcia głównych sił Rzeczypospolitej i Turcji doszło w pobliżu wsi Bojan 1 października. Siły turecko-tatarskie zaatakowały polskie jednostki, ale mimo ich liczebnej przewagi bitwa pozostała nierozstrzygnięta, a siły polskie przeszły do działań obronnych w ziemnych umocnieniach. W nocy z 9 na 10 października rozpoczął się odwrót warownym taborem, w czasie którego musiano odpierać kolejne natarcia wojsk turecko-tatarskich. Po dotarciu i przekroczeniu granicy Polski, wojska tureckie zaprzestały pościgu.